# Kingaroy
Kingaroy – miasto w Australii, w stanie Queensland.